# Candy Crush Saga
Candy Crush Saga este un joc video lansat de compania King⁠(d) la 12 aprilie 2012 pentru Facebook, ulterior apărând variante pentru iOS, Android, Windows Phone, Windows 10 și alte platforme. Este o variației a jocului pentru browser Candy Crush, creat la fel de King.